# Arsène Cossement
Arsène Cossement (Pecq, 20 januari 1935 – Néchin, 8 juni 2014) was een Belgische politicus. Hij was burgemeester van de voormalige gemeente Saint-Léger.

## Biografie
Arsène Cossement was landbouwer.
Op aangeven van zijn schoonvader nam Cossement in Saint-Léger deel aan de gemeenteraadsverkiezingen voor de lijst IC en hij raakte bij zijn eerste deelname meteen verkozen als schepen vanaf 1965. Hij bleef een bestuursperiode schepen. In 1971 werd hij burgemeester van Saint-Léger. Hij bleef dit tot 1976, toen bij de gemeentefusies Saint-Léger een deelgemeente werd van Estaimpuis. Cossement was zo de laatste burgemeester van Saint-Léger geweest.
In fusiegemeente Estaimpuis bleef Cossement politiek actief en werd hij schepen onder burgemeester Patrick Van Honacker. Hij bleef dit tot de gemeenteraadsverkiezingen van 1994, toen de PS de lijst IC naar de oppositie verdrong. Daarna bleef Cossement nog tot 2012 actief in de oppositie voor de lokale lijst cdH-IC (Intérêts Citoyens). Na de verkiezingen van 2012 werd hij nog CPAS-raadslid, maar wegens gezondheidsproblemen kon hij dit mandaat maar moeilijk uitvoeren. 
Omwille van gezondheidsredenen verbleef hij sinds het midden van 2013 in een verzorgingstehuis in Néchin, waar hij in 2014 overleed.